# Artilleria de coets

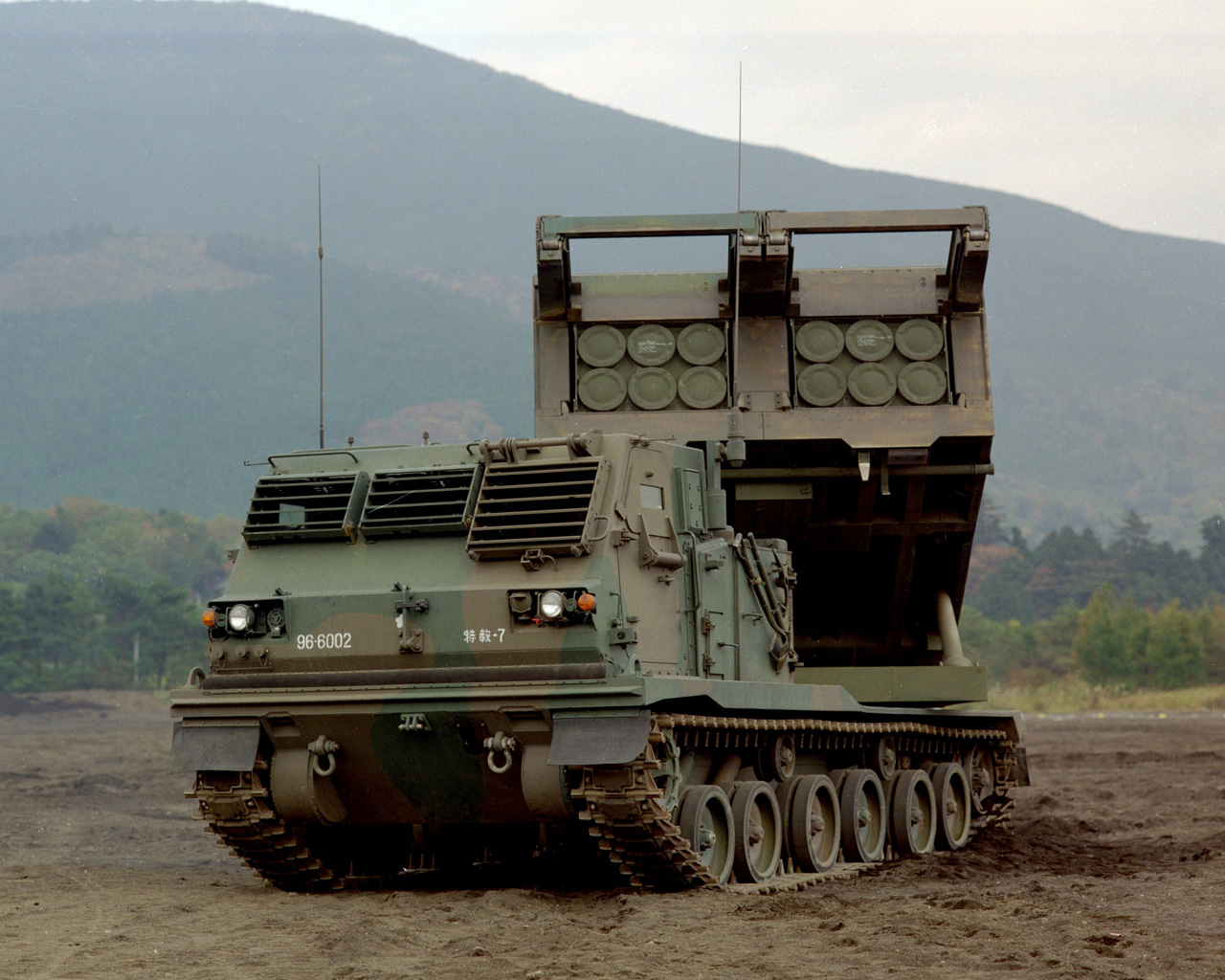
Vehicle llançacoets MLRS, dissenyat pels Estats Units, en servei a les Forces d'Autodefensa del Japó.

L'artilleria de coets és un tipus d'artilleria que empra coets (per tant, autopropulsats) com a projectils en comptes d'obusos disparats per un canó com l'artilleria convencional. L'artilleria de coets inclou els llançacoets múltiples, els quals es solen instal·lar en vehicles autopropulsats.

## Història

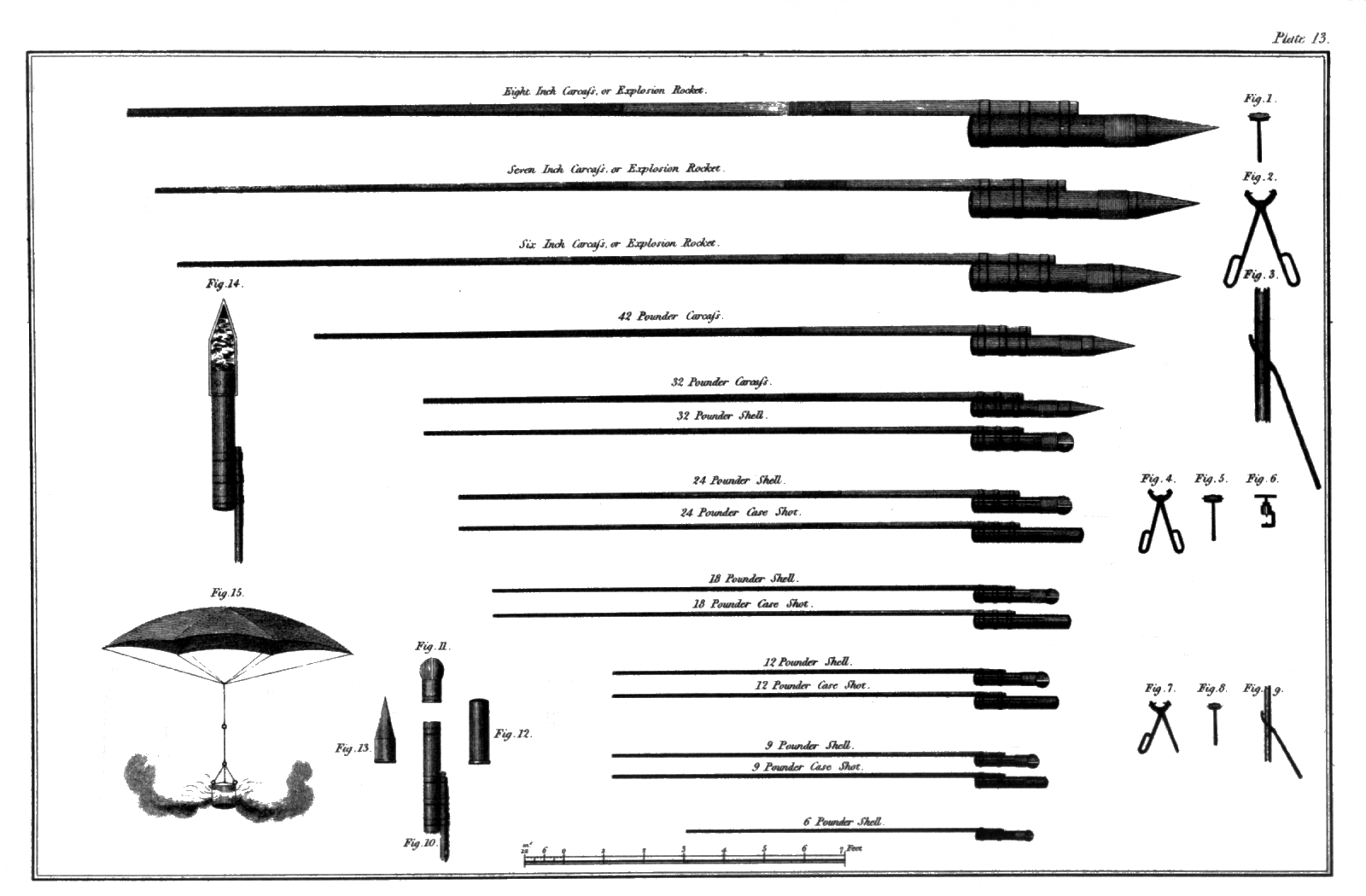
Il·lustracions dels coets britànics de Congreve.

### Coets premoderns
Els primers casos documentats d'ús de coets militars van ocórrer a l'antiga Xina en forma de fletxes de foc a la batalla de Kaifeng Els coreans van inventar un tipus de coet anomenat Singijeon que després va ser copiat pels seus conqueridors els mongols que els van usar contra els Turcs i contra dels europeus. A finals del segle xviii el militar i inventor britànic William Congreve va perfeccionar els dissenys de coets, que havia conegut a l'Índia, i van ser adoptats per l'exèrcit britànic i altres forces estrangeres. Aquests es van seguir emprant fins a mitjans del segle xix quan es van abandonar en favor de les peces d'artilleria de canó millorades. L'exèrcit paraguaià va utilitzar coets de disseny britànic de manufactura pròpia i altres modificacions per a propòsits especials, durant la Guerra de la Triple Aliança, a la fi del segle xix.

### Segona Guerra Mundial
Durant la Segona Guerra Mundial els alemanys disposaven de la tecnologia en coets més avançada. Per emprar en artilleria de campanya van desenvolupar el sistema Nebelwerfer, amb calibres de 150 a 300 mm per coet. Aquests estaven muntats en disparadors múltiples remolcables i també en vehicles com el semi-eruga SdKfz 251. Però fou la Unió Soviètica qui va utilitzar més extensament aquest nou tipus d'arma, sovint muntats en simples camions, els famosos Katyusha. Els aliats occidentals també van usar coets però en menor quantitat. Així els estatunidencs van dissenyar els coets M8, és remarcable el seu ús en tancs "Calliope" que comptaven amb un suport amb 60 i eren una modificació de l'M4 Sherman. Els britànics desenvoluparen el "Land Mattress", consistent en un llançador remolcat de 12 coets de calibre 127 mm.

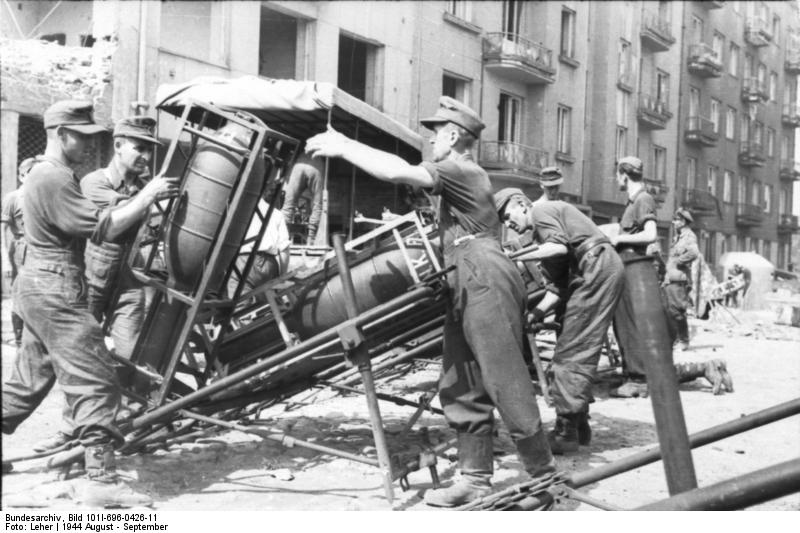
Soldats alemanys preparant coets Nebelwerfer pel llançament.
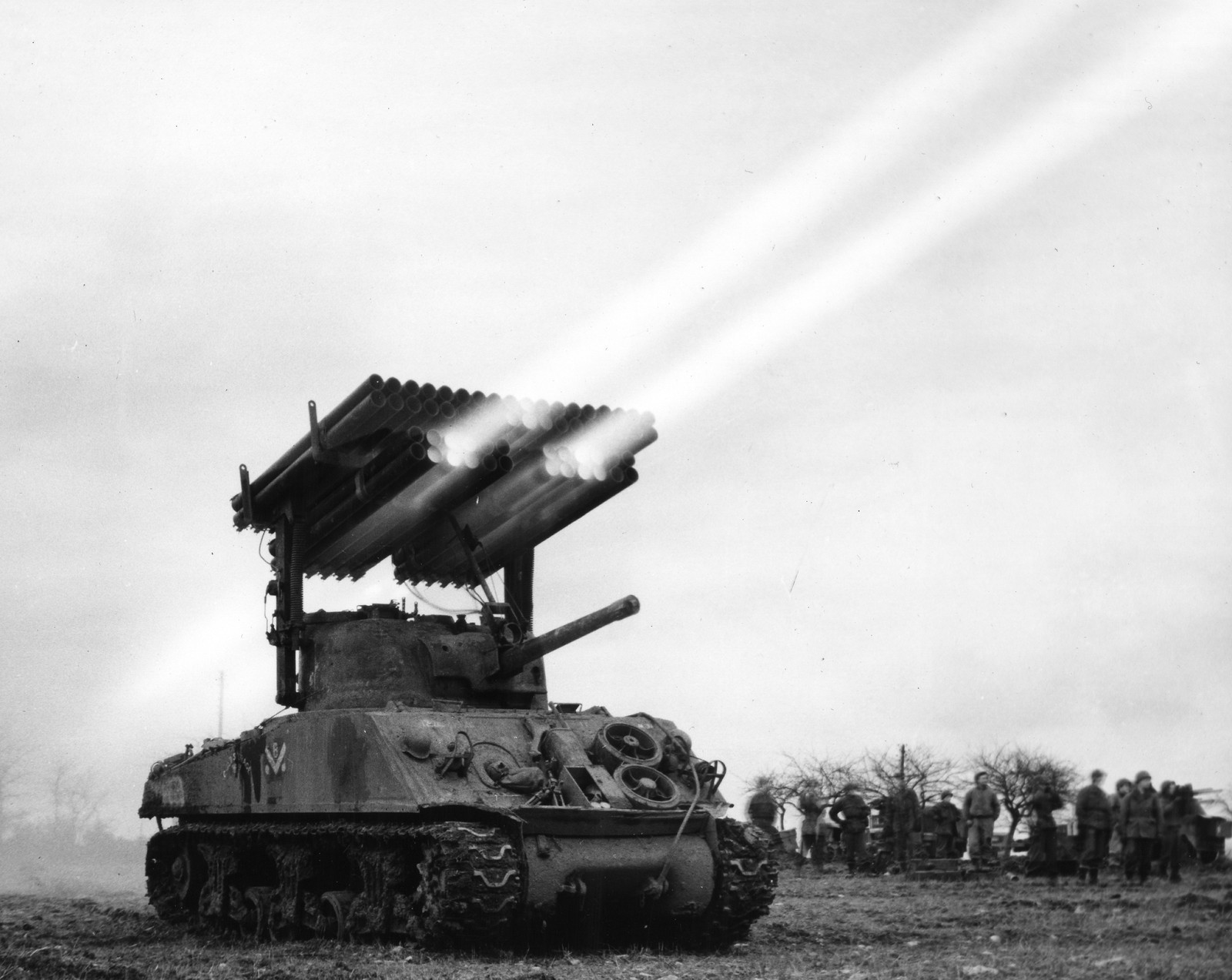
Tanc llançacoets Calliope, disparant a França.
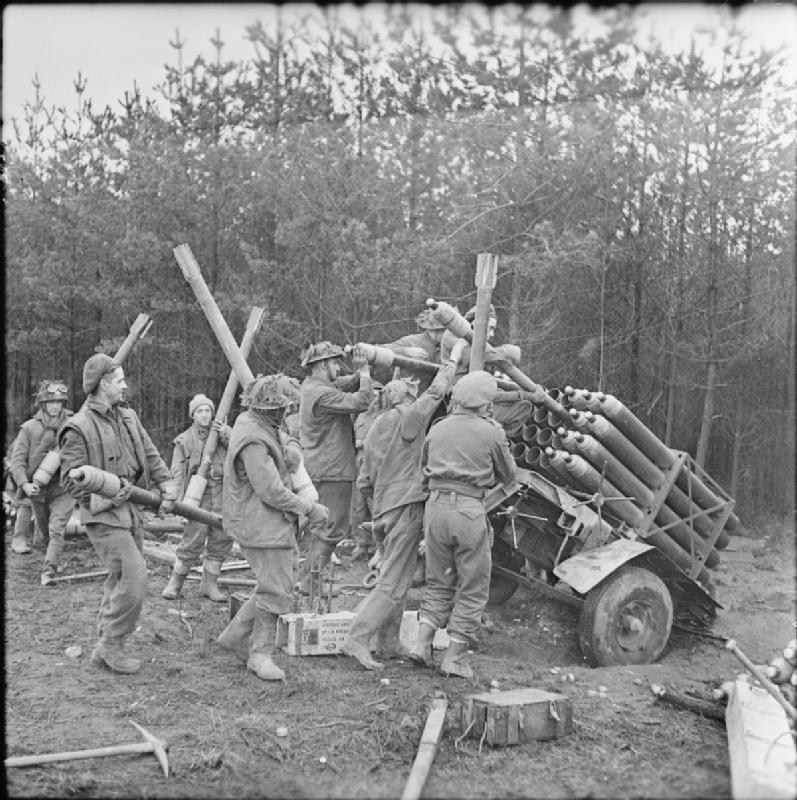
Carregant un llançador de coets "Land Mattress".

### Llançacoets moderns

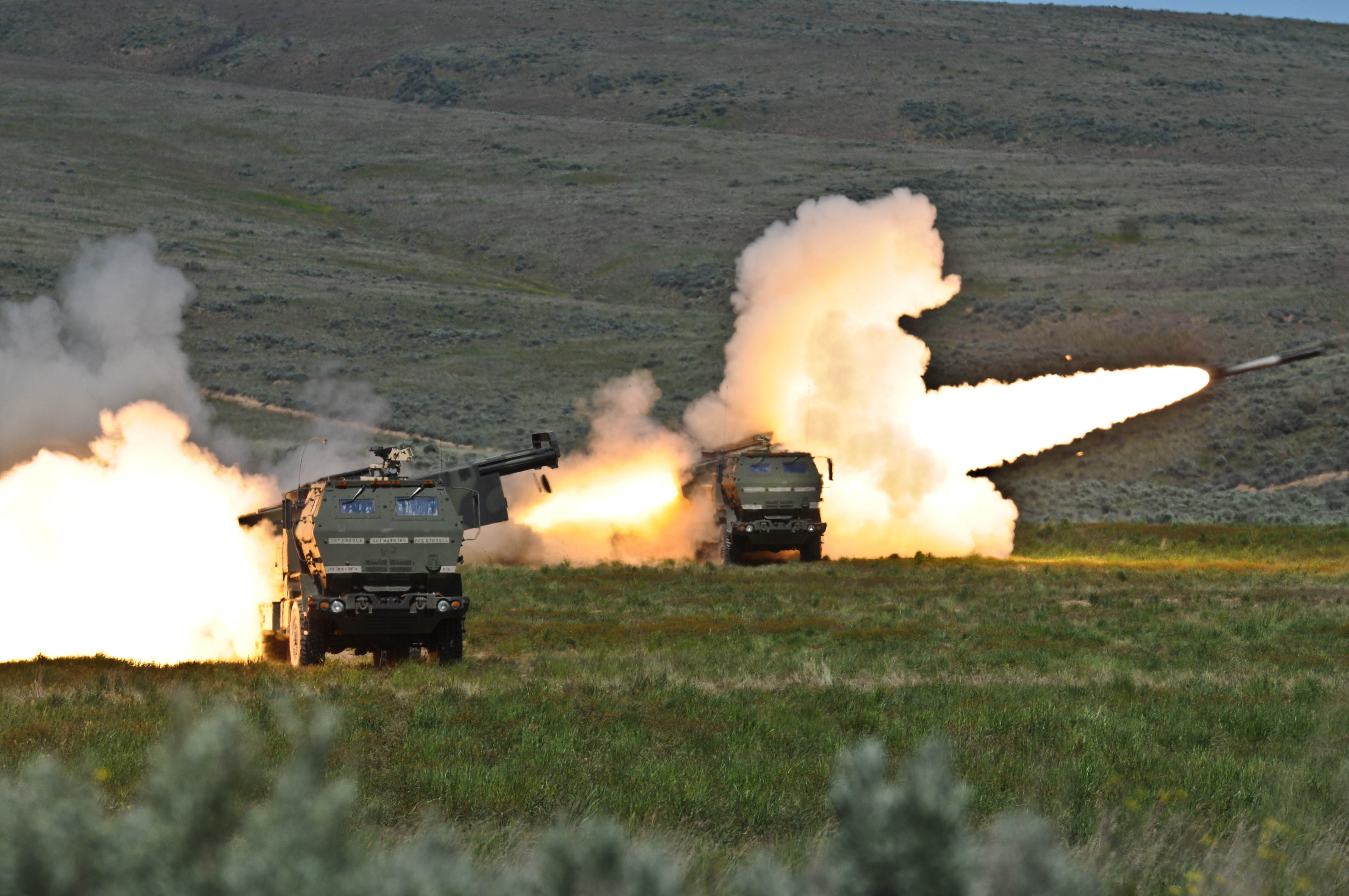
Bateria de vehicles llançacoets HIMARS disparant.

Després de la Segona Guerra Mundial l'URSS i els països de la seva òrbita van desenvolupar i posar en servei un gran nombre de sistemes d'artilleria de coets. A les acaballes del s.XX la potència i relatiu baix cost d'aquests sistemes d'armes van fer que el proliferés d'implantació a països en desenvolupament. Avui en dia existeixen un gran nombre de dissenys hereus dels soviètics, com l'RM-70 de Txecoslovàquia el BM-30 de Rússia. Al bloc occidental es va perdre l'interès per aquest sistema armamentístic i no es va recuperar fins a la dècada del 1980 amb el desenvolupament del llançador MLRS i la munició associada per part de l'exèrcit dels Estats Units. Aquest permet llançar fins a 12 coets per minut i cobrir una gran àrea amb bombes de dispersió. Des de llavors ha estat adquirit i emprat per diversos països de l'OTAN. En els darrers anys s'han desenvolupat coets per aquest sistema amb guiatge inercial i GPS, augmentant-te molt la precisió. Cal tenir en compte que si un coet compta amb un sistema de guiatge s'anomena míssil.
Les Forces Armades d'Espanya van introduir a mitjans de la dècada del 1980 el sistema d'artilleria de coets Teruel. Es tracta d'un disseny espanyol basat en un camió militar equipat amb 40 tubs llançadors per a coets no guiats de calibre 130,5 mm. Es van retirar del servei el 31 de desembre de 2011, quedant l'exèrcit de terra espanyol sense cap sistema d'artilleria a coets.